# Zorele

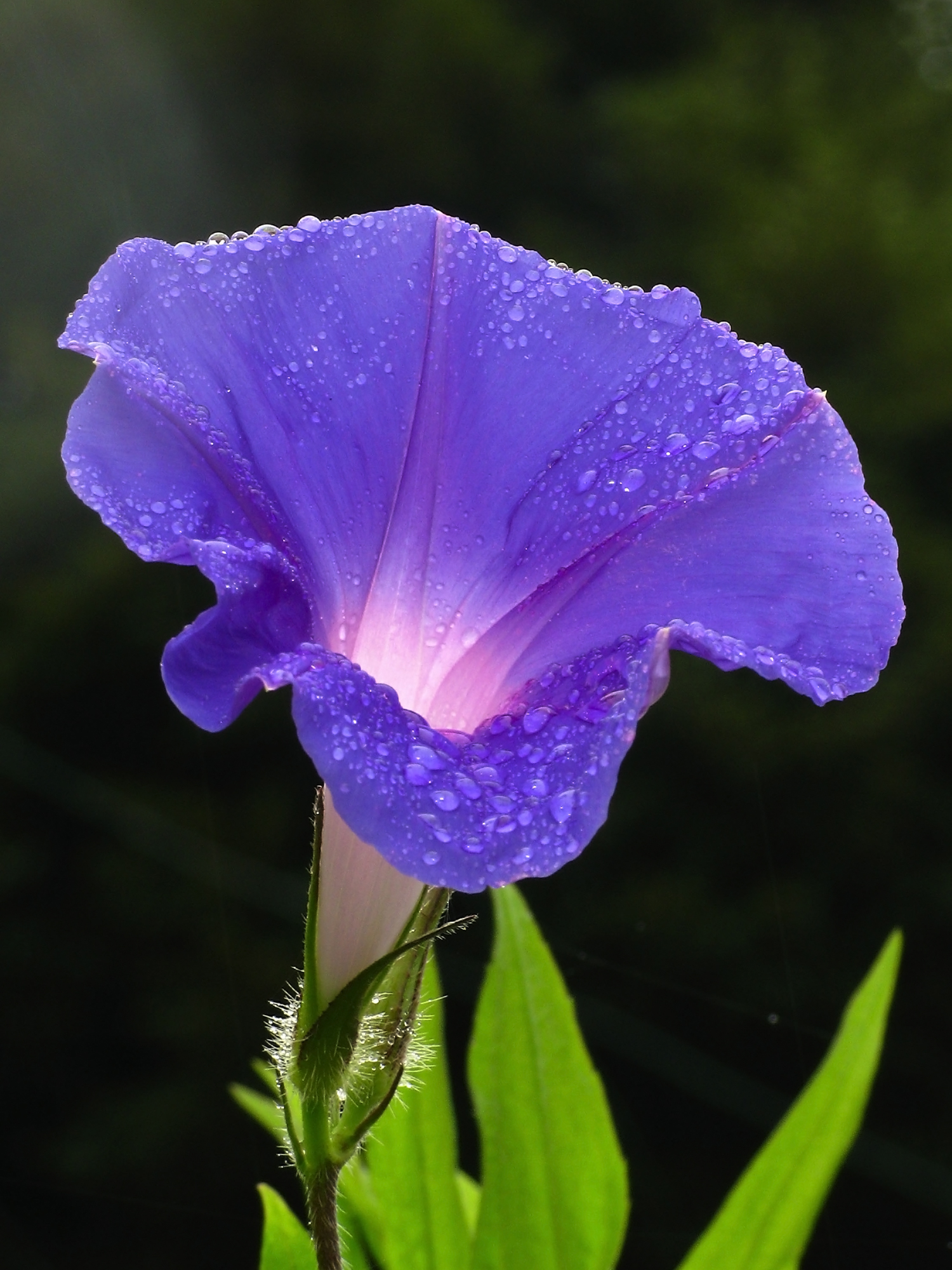
Gloria dimineții

Zorelele (sau norelele) sunt plante erbacee care provin din familia Convolvulaceae, a căror taxonomie și sistematică se află în schimbare. Numele generic de zorele acoperă peste 1000 de specii diferite.
Această plantă tropical-americană cu creștere rapidă, este cățărătoare agățătoare și are flori mari în formă de farfurie, ce apar în mănunchiuri de până la cinci flori. Florile, de un albastru violet strălucitor când se deschid, devin roz sau roșu-violet deschis la ofilire, ceea ce creează peste tot un efect bicolor când planta este în perioada de înflorire. Fiecare floare durează o singură zi, însă acestea acoperă din abundență planta. Adesea poate fi întâlnită în afara zonei de creștere, deoarece a fost mult timp prețuită ca și plantă de grădină și a evadat din cultivare. Preferă habitatele de coastă și pădurile umede. Inițial nativă din America tropicală, acum este pantropicală și adesea, o buruiană problematică în locurile în care crește. 

Identificare: Plantă ierboasă, cățărătoare perenă, înaltă de 6 m, adesea formând o bază lemnoasă. Tulpinile, ce au de cele mai multe ori o bază lemnoasă, sunt aproape lipsite de peri și puternic ramificate. Frunzele sunt ovale spre rotunde cu un vârf conic ascuțit și o bază în formă de inimă, uneori trilobată, cu o lungime de 5-18 cm pe codițele lungi. Inflorescențele sunt individuale sau pot avea mai multe flori, apărând dens pe pedunculii de 5-20 cm. Florile, cu viață scurtă, în formă de pâlnie, sunt albastre intens sau purpurii, rar albe, de 5-7,5 cm împrejur. Fructele rotunde, cu un diametru de până la 12 mm, conțin între una și patru semințe maronii.  
Vezi și: 
- Definiția din Dicționarul dendrofloricol
- Articolul din Horticultorul